# مرکز ملی فوتبال ایران
مرکز ملی فوتبال ایران زمین تمرین تیم‌های ملی فوتبال ایران است. این کانون در سال ۱۳۷۹ گشایش یافت.

## امکانات
۲ زمین چمن طبیعی، ۲ زمین چمن مصنوعی، زمین فوتبال ساحلی، سالن فوتسال، ایفمارک، هتل آکادمی و ۱ میهمان‌سرای از امکانات این کانون هستند.